# Ярковський Павло
Павло́ Йосипович Ярко́вський (пол. Paweł Jarkowski) (1781 — 24 травня 1845, Київ) — бібліотекар і бібліограф, один з перших бібліографів в Україні. У 1809 — 32 роках був бібліотекарем і викладачем французької мови в Крем'янецькому ліцеї, читав курс бібліології. 1832 — 45 бібліотекар Київського Університету.

## З життєпису
Павло Осипович народився в Краківському воєводстві, за походженням був із польської шляхти. Працелюбний і здібний юнак. У 1801 році закінчив Кременецьке воєводське училище. Працював у ньому викладачем «науки моральної» та французької мови. 1805, завдяки Тадеушу Чацькому, він став учителем французької мови та бібліотекарем у Вищій Волинській гімназії, перетвореній у 1818 році в Кременецький ліцей. У 1809 р. його призначили бібліотекарем та вчителем бібліографії. Починав читання курсу бібліографії в той час, коли зароджувалась бібліотечно-бібліографічна освіта в західноєвропейській педагогічній практиці. Почав з викладання бібліографії, але згодом став викладати бібліологію. Ярковський знайомив своїх учнів з книжковим фондом, роботою бібліотекаря, з обов'язками бібліотечних службовців, правилами для читачів. Намагався зв'язати читання бібліографії з книготоргівельною практикою. Мав свої особисті, прогресивні погляди на книжкову справу, бібліотечне обслуговування. Читаючи свій курс майбутнім бібліотекарям, націлював їх на обслуговування не колекціонерів, а осіб, які тягнулись до широкого користування книгою. Курс його бібліографії зазнав впливу таких західноєвропейських теоретиків бібліографії, як Камю, Лер, Кост. Павло Осипович бажав бути на рівні останніх досягнень теорії бібліографії. Брав усе корисне зі старої і нової бібліографії. У 1832 після закриття Кременецького ліцею і передачі його бібліотеки Київському університету, Ярковський працював бібліотекарем Київського університету, ставши таким чином його першим бібліотекарем.

## Наукові праці
Працював у таких царинах, як бібліологія, книгознавство, бібліотекознавство, бібліографія, мовознавство. Результати його студій відображено переважно в рукописних працях польською мовою, що збереглися лише частково. Написав, праці «Елементарний курс бібліографії для учнів Волинського ліцею», «Відомості про бібліотеку Кременецького ліцею і про порядок в ній» (охоплюють період 1805–1824 рр., опубліковані у 1935 р. у регіональній науковій збірці «Rocznik Wołyński», том 4), «План розташування бібліотеки Волинського ліцею», «Нотатки, що стосуються бібліотеки раніше Волинського ліцею, а нині Київського університету. 1819–1834 р.», «Історія бібліотеки Волинського ліцею», а  також  трактати «Про початок, походження і вдосконалення мов» та «Про бібліографію і необхідних для бібліотекаря знаннях оної». Деякі з його праць  зберігаються в Інституті рукопису Національної бібліотеки України імені В. І. Вернадського (ф. І, №№ 6424, 6425, 6431 та ін.).